# Sân bay Karup
Sân bay Karup (tiếng Đan Mạch: Karup Lufthavn) (IATA: KRP, ICAO: EKKA) là một sân bay tại Karup, Đan Mạch. Sân bay này cách Herning về phía bắc-đông-bắc. Đây là sân bay hỗn hợp quân sự/dân sự, là Căn cứ không quân Karup của Quân đội Đan Mạch (tiếng Đan Mạch: Flyvestation Karup).

## Các hãng hàng không và các điểm đến
- Cimber Air (Cophenhagen)